# Proechimys canicollis
Proechimys canicollis é uma espécie de roedor da família Echimyidae.
Pode ser encontrada na região da Sierra Nevada de Santa Marta, no nordeste da Colômbia e no noroeste Venezuela.